# Příběhy o kronopech a fámech
Příběhy o kronopech a fámech (španělsky Historias de cronopios y de famas, česky doslovně Historie kronopů a fámů) je soubor krátkých povídek vydaný v roce 1962, jehož autorem je argentinský spisovatel, esejista a básník Julio Cortázar.
Argentinský spisovatel Jorge Luis Borges knihu zařadil mezi 75 titulů světové literatury projektu Osobní knihovna.

## Příběhy
Surrealistická antologie v sobě zahrnuje humorné příběhy výstřední rodiny zasazené do všedního života argentinské ulice, návody k jednotlivým stavům (jak mít strach, návod k pláči, návod ke zpěvu, jak se chovat při kondolenčních návštěvách), stejně jako různé úvahy (možnosti abstrakce, vlastnosti jednoho křesla, portrét kasuára).
V posledním oddílu jsou popisovány typy bytostí rozdělené na kronopy, fámy a naděje, které se odlišují svými vlastnostmi a chováním. Kronopové jsou charakterizováni jako naivní idealisté, zmatení, nekonvenční a citliví. Naopak fámové oplývají přísností a pořádkumilovností. Naděje jsou vykresleny jako postavy jednoduché v základu nevšímavé, těžkopádné a bez jiskry invence.

## Obsah
Kniha je rozdělena do čtyř částí:
1. Příručka návodů
2. Podivné kratochvíle
3. Tvůrčí materiál
4. Příběhy o kronopech a fámech

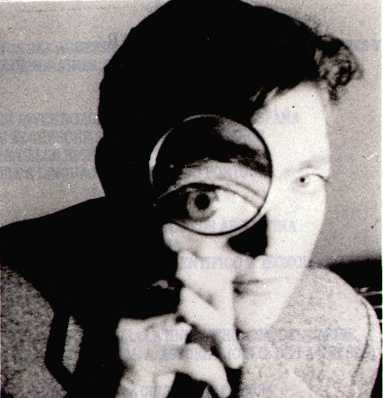
Julio Cortázar

  1. První a dosud nejistý výskyt kronopů, fámů a nadějí. Fáze mytologická.
  2. Příběhy o kronopech a fámech

## Česká vydání
- Příběhy o kronopech a fámech. Praha : Mladá fronta, 2004. (přeložila Lada Hazaiová; EDICE POVÍDKY sv. 6)